# Sättigungsdefizit
Das Sättigungsdefizit, auch Dampfhunger oder eingeschränkt Dampfdruckdifferenz, bringt zum Ausdruck, wie stark ein Gas bezüglich einer Komponente gesättigt ist. Es wird durch die Differenz zwischen dem Sättigungsdampfdruck {\displaystyle E} und dem Dampfdruck {\displaystyle e} des Gases errechnet.
{\displaystyle \Delta E\ =\ E\ -\ e}
Geht diese Differenz gegen Null, so nähert sich das Gas einer Sättigung an. Je größer die Differenz, desto weiter entfernt ist das Gas von einer Sättigung. Das Sättigungsdefizit ist hierbei, wie die Sättigung selbst, stark temperatur-, jedoch kaum druckabhängig. Es ist auch möglich diese Differenz mithilfe der Konzentration oder Masse darzustellen, weshalb man auch weitere Formeln für das Sättigungsdefizit formulieren kann. Diese sind jedoch im Allgemeinen wenig verbreitet.

## Sättigungsdefizit des Wasserdampfs in der Meteorologie
Häufigstes Anwendungsfeld für das Sättigungsdefizit ist der Wasserdampfgehalt der Luft in der Meteorologie, wobei dieses hier ein relatives Maß für die Luftfeuchtigkeit darstellt. Dabei entspricht es dem Dampfdruck jener Gasmenge, die die Luft bei einer bestimmten Temperatur noch aufnehmen kann, bis sie gesättigt ist. 
Es existieren auch zahlreiche Messinstrumente (Hygrometer), die speziell darauf angelegt sind eine Form des Sättigungsdefizits zu erfassen. Eine wichtige Rolle spielt das Sättigungsdefizit im Zuge der theoretischen Verdunstungsberechnung.